# Dave Neville
David John Neville, detto Dave (Hamilton, 2 maggio 1908 – Westmount, 14 ottobre 1991), è stato un hockeista su ghiaccio canadese.

## Palmarès

### Olimpiadi invernali
- Argento a Garmisch-Partenkirchen 1936 nell'hockey su ghiaccio.